# Орбіта захоронення

Орбіта поховання — орбіта, на яку переводять супутники після завершення їх експлуатації для зменшення ймовірності зіткнень і звільнення місця на орбіті. 
Для геостаціонарних супутників орбітою поховання є орбіта, перигей якої щонайменше на 200 кілометрів перевищує висоту геостаціонарної орбіти.

## Розрахунок для геостаціонарної орбіти
Потрібну зміну перигею (ΔH) для кожного апарата розраховують окремо, за формулою: 

{\displaystyle \Delta {H}=235{\mbox{ km}}+\left(1000C_{R}{\frac {A}{m}}\right){\mbox{ km}}}
де: 
{\displaystyle C_{R}\,} — тиск сонячного випромінювання, коефіцієнт якого — зазвичай між 1,2 і 1,5,
 {\displaystyle {\frac {A}{m}}\,} — відношення площі [м²] до маси [кг] об'єкта. 
Ця формула включає в себе близько 200 км для геостаціонарної орбіти, у ці 200 кілометрів також закладено висоту для маневрів на орбіті. Ще 35 кілометрів запасу зроблено для забезпечення безпеки у зв'язку з впливом гравітаційних збурень (у першу чергу — сонячних і місячних) на супутники.
Для того, щоб отримати ліцензію на надання послуг зв'язку в Сполучених Штатах, Федеральна комісія зі зв'язку США (FCC) вимагає від усіх операторів геостаціонарних супутників, запущених після 18 березня 2002 року, взяти на себе зобов'язання перевести супутники на орбіту поховання в кінці їхнього терміну служби. Державний регулятор США вимагає підвищити, ΔH, ~ 300 км.

## Орбіти поховання військових супутників з ЯЕУ
Низькоорбітальні військові розвідувальні супутники з ядерною енергетичною установкою застосовують нижчі орбіти поховання (близько 1 тис. км). На ці орбіти переводять ядерні реактори після завершення роботи супутника. Термін перебування на цих орбітах становить близько 2 тис. років.[джерело?]
В СРСР це були супутники серії Ромашка, Єнісей, Бук, Топаз. У США аналогічними апаратами були системи SNAP[джерело?].